# Relax (tygodnik)
Relax (Ilustrowany Magazyn Polski) – polonijny tygodnik o profilu uniwersalnym, wydawany w Chicago w latach 1981–2006.

## Początki i kolportaż
Kreatorem tygodnika był Michał Kuchejda, właściciel firmy poligraficznej Chemigraph Co.,Inc. w Chicago, późniejszy wydawca „Dziennika Chicagowskiego”, „Gazety Polskiej” i „Dziennika Nowojorskiego”. Pierwotnie siedziba redakcji „Relaxu” i drukarni mieściła się w Chicago w Graphic Arts and Printing Service przy 3024 North Cicero. Gdy pod ciężarem maszyn drukarskich zawalił się strop, nastąpiła zmiana adresu na 5800 West Fullerton, lecz ze względu na panującą tam ciasnotę, redakcję i drukarnię ostatecznie przeniesiono pod adres 5242 West Diversey Avenue.
Pierwszy numer polonijnego „Relaxu” (nie mylić z Magazynem Komiksów „Relax” wydawanym w Polsce 1976-1981), ukazał się w Chicago 20 lutego 1981. Spośród wydrukowanych ponad stustronicowych 5000 egzemplarzy, sprzedano 650 sztuk. Początkowo magazyn ukazywał się jako miesięcznik. Było to pierwsze pismo o lżejszym charakterze niż wydawane wówczas „Dziennik Związkowy” i „Gwiazda Polarna”. Po „Relaxie” pojawiły się: „Panorama”, „Rewia”, „Kurier”, „Alfa” i inne. Od 8 września 1984 periodyk zmienił szatę graficzną i tryb wydawania na tygodniowy. Zainteresowanie magazynem sukcesywnie wzrastało i nakład zwiększono do kilkunastu-kilkudziesięciu tysięcy egzemplarzy. Kolportowany był w Nowym Jorku i w innych większych skupiskach polonijnych w Stanach Zjednoczonych i Kanadzie. W samym Chicago do sieci sprzedaży należało 250 punktów, takich jak Księgarnia Polonia, Bristol Deli, Mikołajczyk Deli, Bacik Deli, Iris Grocery, Lotus Bakery, Krakus Deli. Kolportażem zajmowała się firma Marka Socika.

## Grupa docelowa i profil
Główną i najbardziej zainteresowaną bazą czytelników była imigracja z początku lat 80. XX wieku, której "Relax" dostarczał informacji o sytuacji politycznej i gospodarczej w Polsce – z kraju jej młodości. Wydawca utrzymywał uniwersalny profil: rozrywkowo-społeczno-polityczno-kulturalny. Kładł duży nacisk na staranne opracowanie graficzne, za które odpowiadali Tadeusz Torzecki, Małgorzata Turska, Tadeusz Troczyński. Zdjęcia na okładki dostarczali Wiesław Leżanka i Jerzy Malinowski. Eksperymentowano z kolorowymi wkładkami: Karnawał w Rio, wydania sportowe – Mexico-86, dodatek dla dzieci – Relaksik. Stopniowo, tygodnik wrósł w środowisko polonijne na ćwierć wieku.Wraz ze zmianami politycznymi w Polsce na początku lat 90. przybrał charakter prawicowo-konserwatywny.
Oprócz materiałów typowo rozrywkowych, takich jak teksty humorystyczne, krzyżówka, horoskop, magazyn zamieszczał komentarze na temat sytuacji polityczno-gospodarczej w Polsce i przedruki z prasy krajowej, opisy podróży autorstwa Jana Fijora, Olgierda Budrewicza, Andrzeja Kulki i Jerzego Skwarka. Stanisław Błaszczyna pisał relacje z podróży i recenzje z wydarzeń kulturalnych. Dużo miejsca poświęcano na zagadnienia społeczne związaną z problemami Polonii, dotyczących legalizacji pobytu, uzyskiwania obywatelstwa, przystosowywania się do nowego środowiska amerykańskiego na stałe lub tymczasowo, biznesu. Porad prawnych w rubrykach Wstęp do Ameryki, Wydawaj mądrze, udzielała Elżbieta Baumgartner. Kącik motoryzacyjny Test drogowy Relaxu przez wiele lat specjalnie dla tygodnika prowadził Wojciech Minicz, dziennikarz Głosu Ameryki. Dział sportu redagował Wiesław Książek.

## Redaktorzy i współpracownicy
"Relax" w stopce redakcyjnej nie wymieniał funkcji redaktora naczelnego. Pełnili ją (w kolejności): Maria Giermek, Wojciech Wierzewski, Andrzej Heyduk, Anna Czerwińska, Barbara Woźniak (do 1995) i później inni. W ciągu 25 lat funkcjonowania tygodnika na polonijnym rynku, grono członków zespołu redakcyjnego, współpracowników i korespondentów, pochodzących zarówno spośród Polonii amerykańskiej, jak i z Polski, zwiększyło się do kilkuset osób. Wśród nich znaleźli się (w kolejności alfabetycznej):
Elżbieta Baumgartner, Jerzy Bekker, Wojciech Białasiewicz, Stanisław Błaszczyna, Marek Bober, Stan Borys, Olgierd Budrewicz, Anna i Edward Czerwińscy, Piotr Domaradzki, Andrzej Dudziński, Edward Dusza, Grażyna i Jan Fijor, Maria Giermek-Roycewicz, Anthony Hewlett, Andrzej Heyduk, Maciej Iłowiecki, Andrzej Jarmakowski, Ewa Junczyk-Ziomecka, Wiesław Kaczmarek, Jacek Kalabiński, Ryszard Józef Kijak, Ryszard Kołtun, Andrzej Krauze, Mirosława Maria Kruszewska, Wiesław Książek, Zbigniew Książek, Andrzej Kulka, Lech Lechowicz, Wiesław Leżanka, Adam Lizakowski, Zofia Łętkowska, Wiesław Magiera-Jankowski, Jerzy Malinowski, Lidia Matuszyńska, Wojciech Minicz, Jacek J. Nieżychowski, Magda Nowak, Mirosław Nowak, Krzysztof Nowiński, Róża Nowotarska, Bożena Anna Palus-Davenport, Ryszarda Pelc, Aleksander Piekarski, Zofia Ritter, Andrzej Rogalski, Jerzy Ros, Barbara Ryży, Wojciech Sawicki, Jerzy Skwarek, Marek Sojka, Krzysztof L. Tomaszewski, Marzena Torzecka, Tadeusz Torzecki, Małgorzata Turska, Tadeusz Troczyński, Barbara Wachowicz, Ludwik Wagner, Andrzej Wąsewicz, Wojciech Wierzewski, Maciej Wierzyński, Barbara Woźniak, Mateusz Wyrwich, Krzysztof Wyrzykowski, Leszek Zieliński, Mariusz Ziomecki, Zbigniew A. Żukowski.
W PRL tygodnik „Relax” był objęty zakazem przywozu na podstawie art. 13 ust, 1,3 Prawa celnego (jednolity tekst ogłoszony w Dz.U. Nr 57 poz. 290, z roku 1984), ponieważ zawierał treść szkodliwą dla dobra i interesów Polskiej Rzeczypospolitej Ludowej.